# Расінг (Ферроль)
Расінг Ферроль (ісп. Racing Club de Ferrol) — іспанський футбольний клуб з міста Ферроль, провінція Ла-Корунья, Галісія. Він був заснований 5 жовтня 1919 року в результаті об'єднання клубів «Расінг» і «Ферроль». Команда проводить свої домашні ігри на стадіоні Малата, який вміщує 12 042 глядачів, а зелений колір є традиційним кольором форми клубу. У сезоні 2023/24 вони гратимуть у Сегунді після тривалої перерви.
Незважаючи на те, що клуб ніколи не грав у вищому іспанському дивізіоні, він має серед своїх досягнень кілька чемпіонств Галісії, фінал Кубка Іспанії в 1939 році та друге місце в другому дивізіоні в 1940 році. Це команда, яка зіграла найбільше сезонів у другому дивізіоні, жодного разу не підвищуючись до Першого дивізіону, загалом 35.

## Історія

### Початки футболу в Ферролі
Перші новини про заняття футболом у Ферролі датуються листопадом 1892 року (вони були зібрані тодішньою феррольською газетою El Correo Gallego та мадридською газетою La Iberia), з нагоди візиту британської ескадри до порту, арсеналу та верфі міста.
У липні 1904 року в місті почали з'являтися клуби, першими двома були «Ферроль» (ісп. Ferrol Foot-Ball Club) і «Ла Гранья» (ісп. Union Club de La Graña), обидва зареєстровані пізніше, у 1908 році. На той час у 1908 році у Ферролі було створено вже сім клубів.
Створення нових клубів було постійним явищем, результатом пристрасті, яку футбол викликав у місті. Поїздки в Пуентедеуме, Бетансос або Ла-Корунью, створили футбольні суперництва, які нерідко закінчувалися сварками, але окреслили еволюцію футболу у Ферролі за роки до народження «Расінга», яке відбулося в перших числах жовтня 1919 року. після об'єднання клубів «Расінг» (ісп. Racing Club) і «Ферроль» (ісп. Club Ferrol). Новостворена команда почала грати на спортивному полі Каранса (ісп. Caranza), яке вже використовувалося з середини десятиліття різними існуючими клубами, але яке було офіційно відкрито лише 13 липня 1919 року матчем між «Расінгом» та «Депортіво» з Ла-Коруньї. Матчі між цими командами і через понад сто років потому продовжують залишатись важливими для команд і мають назву дербі Ріас Альтас.

### Заснування «Расінга»

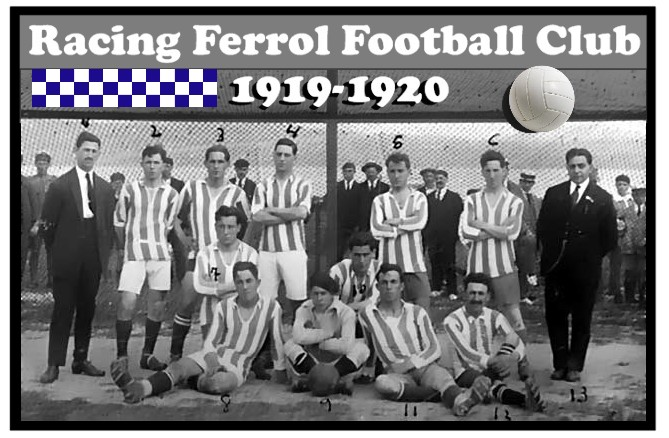
«Расінг» у дебютному сезоні 1919/20

Гравці та вболівальники з Ферроля об'єдналися, щоб створити потужний клуб, який міг би конкурувати з командами регіону, такими як «Віго Спортінг», «Фортуна» (Віго) або «Депортіво» (Ла Корунья). Ідея виникла у п'яти друзів-любителів футболу: Константіно Тейхо, Франсіско Лоренцо, Матео Пінтадо, Альфонсо Варели та Хосе Фрейре, які в 1919 році вели переговори про створення нової команди. Асамблея Галісійської федерації футбольних клубів, що відбулася 18 жовтня 1919 року у Віго, прийняла «Расінг», хоча наступного місяця його було виключено через те, що він не був юридично створений або не мав власного поля. Проблеми вирішувалися протягом 1920 року, і у грудні того ж року команду остаточно зареєстрували.

### Перші десятиліття
«Расінг» почав грати у другому дивізіоні чемпіонату Галісії, а 29 травня 1921 року переїхали на стадіон О Інеферніньйо (ісп. O Inferniño), який став їх домашнем полем. Кілька років команда прогресувала і вийшла до вищого дивізіону в 1923 році. 1928 року «Расінг» вперше став чемпіоном Галісії після перемоги над «Депортіво» в останній грі регіонального турніру. Завдяки цій перемозі команда вперше у своїй історії змогла зіграти в Кубку Іспанії, вилетівши у другому раунді від «Атлетіка» (Більбао). У цій команді грав Гільєрмо Горостіса, який згодом підписав контракт з «Атлетіком».

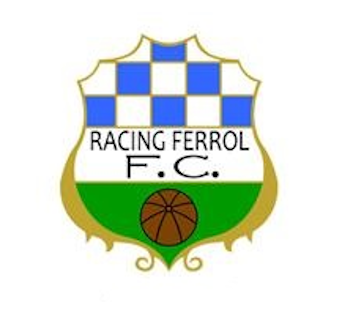
Оригінальний логотип клубу.

У 1928 році була створена Іспанська футбольна ліга, а у сезоні 1929/30 клуб розпочав виступати у третьому загальноіспанському дивізіоні. У першому ж сезоні вони фінішували на першій позиції у своїй групі, але на фінальному етапі не змогла отримати підвищення. В підсумку клуб вперше вийшов до Сегунди 1934 року, коли Федерація футболу Іспанії розширила другий дивізіон до більшої кількості команд. «Расінг» міг залишитися там лише на один рік, оскільки сезон 1934/35 вони закінчили на останній позиції у своїй групі.
Під час громадянської війни в Іспанії в Галісії офіційний футбол не був паралізований і в 1938 році «Расінг» став чемпіоном Галісії вдруге, а в 1939 році він досяг цього втретє, в цьому випадку після перемоги над «Депортіво» в двобої з чотирьох ігор (3 перемоги і нічия), таким чином ставши найкращим галісійським клубом тих років.

### Фіналіст Кубка Іспанії
Завдяки званню найкращої команди регіону «Расінг» отримав право зіграти у першому повоєнному Кубку Іспанії. Війна торкнулася багатьох клубів, які відмовилися від участі через витрати або залишилися без гравців, і в турнірі 1939 року «Расінг» переміг «Реал Сосьєдад» у чвертьфіналі та «Баракальдо Оріаменді» у півфіналі.
Таким чином команда зуміла вийти у свій перший фінал кубкового турніру. Матч відбувся 25 липня 1939 року на стадіоні Монжуїк у Барселоні, і «Расінг» був програв «Севільї» з рахунком 2:6. Обидва голи у складі феррольців забив Хосе Сільвоса.

### Повернення у Сегунду
Після фіналу Кубка «Расінг» залишався у другому дивізіоні протягом чотирьох сезонів з 1939 по 1943 рік, і безперервно з 1945 по 1960 рік, після чого він знову був понижений до регіональних дивізіонів. У ті роки такі футболісти, як брати Габріель і Хуан Алонсо, майбутні гравці «Реала», серед багатьох інших, виділялися в клубі «Ферроль» (назва, яку клуб використовував з 1941 по 1972 рік за вимогою франкістського уряду).
У сезоні 1952 року команда вперше в історії зіграла в групі підвищення до першого дивізіону, хоча не змогла досягти своєї мети, посівши останнє місце серед восьми команд.
У 1960 році клуб знову вилетів до третього дивізіону. Незважаючи на те, що «Расінг» за наступні 6 років вигравав свою групу, у фінальному етапі переміг і здобув право на підвищення лише в 1966 році. На цей раз його перебування у другому дивізіоні тривало шість сезонів, і його найкращою позицією було четверте місце в сезоні 1968/69, лише на одне місце нижче від підвищення з серією з 17 ігор поспіль без поразок. Крім того у 1967 році команда виграла Трофей Терези Еррери після перемоги у фіналі над «Сельтою».
У 1972 році «Расінг» опустився знов до третього дивізіону і грав там у наступні роки. У 1978 році Федерація футболу Іспанії реструктурувала весь професійний чемпіонат і створила новий третій дивізіон, Сегунду Б, яка тоді складалася з двох груп. «Расінг» був включений до дебютного розіграшу турніру і грав із суперниками з півночі країни, а за підсумками сезону клуб отримав підвищення як чемпіон свого дивізіону. Однак вони залишилися в Сегунді лише один сезон, посівши у сезоні 1978/79 останню позицію серед 20 команд.

### Роки кризи
Після вильоту «Расінг» пережив серйозну спортивну та економічну кризу. Команда навіть опустилася до четвертого дивізіону в 1984 році, досягнувши найнижчої 17 позиції в 1987 році, ледь не вилетівши до регіонального дивізіону. До цих криз додалося безгосподарність з боку ради директорів, яка закінчилася дискваліфікацією президента компанії Вісенте Бастіда в 1983 році. Через кілька років клубу вдалося повернутися до Сегунди Б на два роки, а в 1992 році команда знов вийшла туди, але вже на тривалий період, що збіглося з урочистим відкриттям нового стадіону Малата.
У 1995 році феррольці знову почали боротися за вихід до Сегунди після того, як фінішували першими у своїй групі Сегунди Б. Втім у фінальному раунді вони зіграли внічию в останній день проти «Беасаїна», через що відстали від «Альмерії» і не змогли підвищитись у класі. Шість років галісійська команда фінішувала на верхніх позиціях таблиці, поки в сезоні 1999/00 з четвертої спроби «Расінг» не зміг піднятися до другого дивізіону після перемоги над «Баракалдо», «Сеутою» та «Гандією» у фінальному раунді.

### ПочатокXXI століття

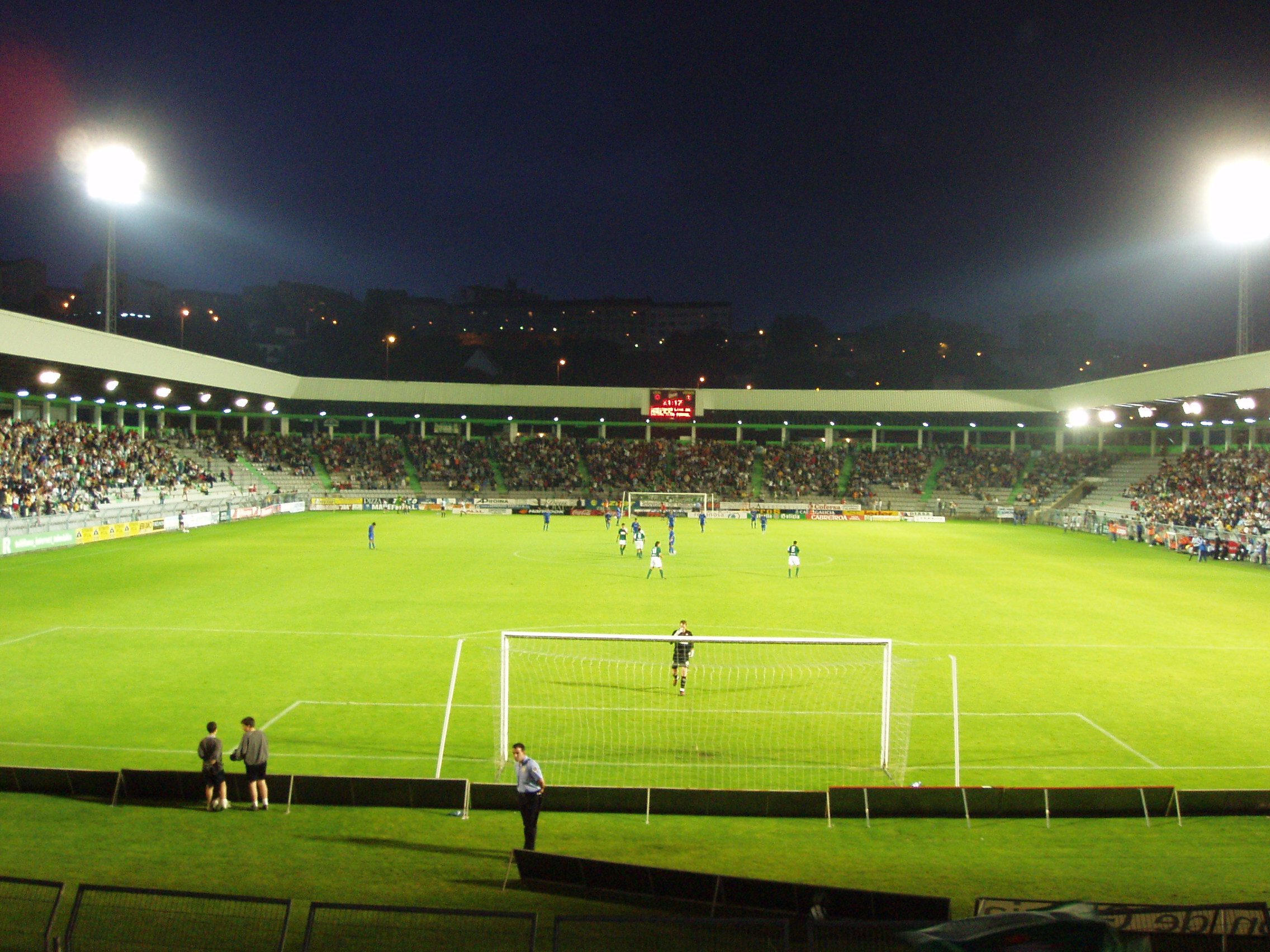
Матч «Расінга» проти «Хереса». 2005 рік.

Команда залишалася у другому дивізіоні протягом трьох сезонів, але була понижена в 2003 році, коли вона фінішувала на третьому місці з кінця.
Провівши один сезон у Сегунді Б, клуб повернувся до Сегунди у 2004 році, щоб протягом двох років боротися за те, щоб уникнути вильоту, але з другої спроби їм це не вдалося. У 2007 році галісійці знову підвищились до Сегунди, а в сезоні 2007/08 фінішували на дев'ятнадцятій позиції, вкотре понизившись у класі.
2010 року команда вилетіла до Терсери, де провела три роки. За підсумками сезону 2012/13 клуб став чемпіоном групи I, завершивши регулярний чемпіонат з 97 очками, таким чином встановивши новий рекорд ліги. Це дозволило клубу зіграти в матчі за підвищення до Сегунди Б з клубом "Лаудіо", чемпіоном групи IV. У першому матчі, який відбувся в гостях «Расінг» здобув позитивний рахунок 1:1, незважаючи на сіру гру, а у матчі-відповіді у Ферролі переміг з рахунком 1:0 завдяки голу Маркоса Альвареса і повернувся до Сегунди Б після трирічної перерви.
В наступні три сезони команда постійно фінішувала з зоні плей-оф, але підвищитись у класі жодного разу так і не зуміла, але надалі результати погіршились і клуб вилетів до Терсери у 2018 році.

### Останні роки
Після розчарування від вильоту Рада директорів розпочала амбітний проект із повернення клубу в професійний футбол. Влітку в команді відбулася революція: 17 гравців та головний тренер Рікардо покинули «Расінг». В резульаті оновлена команда завершила сезон на першому місці в групі I з перевагою в 4 очки над другим, ФК Бергантіньос . У плей-оф за підвищення до Сегунди Б вони зіграли проти «Реала Хаен». У першому матчі «Расінг» виграв вдома з рахунком 1:0 , а у другому матчі програв з рахунком 1:2,чого вистачило для підвищення через правило виїзного голу.
На сезон 2019/20 команді була поставлена амбітна ціль одразу підвищитись до Сегунди, для чого були підписані такі досвідчені гравці як Алекс Лопес і Дані Абало, що мали у своєму доробку виступи у вищому дивізіоні, а також зберегла майже весь кістяк, який повернув її до Сегунди. Незважаючи на це, пандемія Covid-19, завадила завершити турнір і «Расінг» фінішував на 11-му місці, на 8 очок від місця плей-оф.

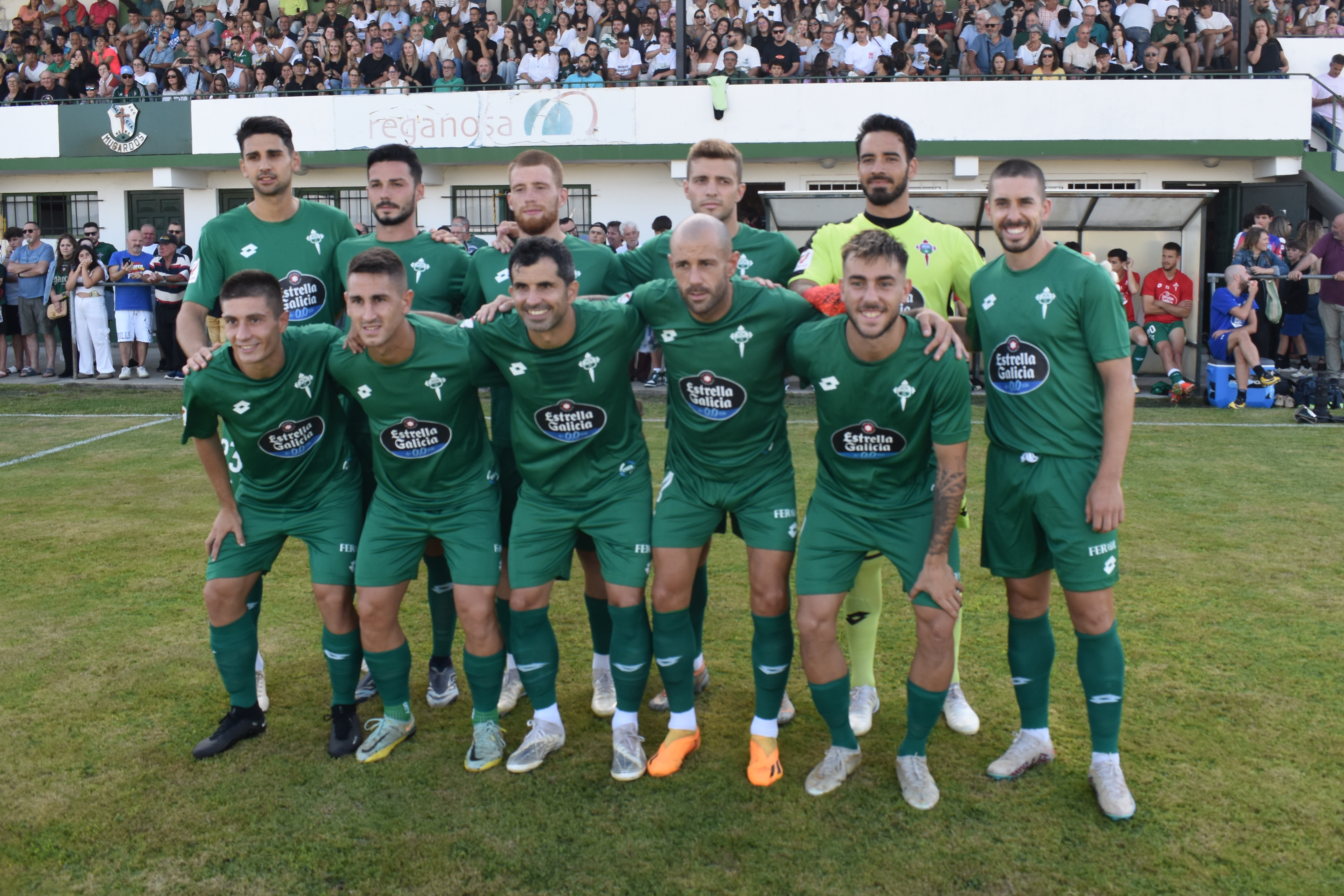
Команда «Расінга» у 2023 році.

Сезон 2020/21 ознаменувався ідеєю створити нову професійну лігу в іспанському футболі нижче Сегунди, Прімеру КІФФ і за підсумками цього сезону вирішувалось чи зможе «Расінг» потрапити до новоствореної ліги. Феррольцям вдалося виграти Групу 1-А і разом з вічним суперником «Депортіво» (Ла-Корунья) клуб потрапив до складу учасників дебютного сезону нового турніру.
Там у сезоні 2021/22 команда посіла 3-є місце в регулярному чемпіонаті і кваліфікувалась через 6 років для участі у плей-оф за право виходу у Сегунду. Півфінал був зіграний в одному матчі проти «Хімнастіка» (Таррагона) на стадіоні Балаїдос. Результат — 0:1 на користь каталонської команди, тож «Расінг» змушений був відкласти ідею підвищення на наступний сезон.
У наступному сезоні 2022/23 років команда знову боролася за повернення у професійний футбол. Вони зберегли основний кістяк із попередньої кампанії та залучили ряд досвідчених імен. Завдяки цьому «Расінгу» на чолі з Крістобалем Паррало вдалося посісти перше місце у своїй групі, яке давало пряму путівку до Сегунди, що дозволило «Расінгу» повернутися до другого дивізіону після 15 років перерви виступів на професійному рівні.

## Логотип

Хрест Сантьяго присутній на логотипі клубу з 1939 року, після того, як він став чемпіоном Галісії втретє в своїй історії та зіграв у кубку Іспанії (у фіналі якого він зрештою грав) як представник Галісії.

Логотип клубу складається із зеленого щта з коричневим шкіряним футбольним м'ячем усередині. Вгорі — прапор міста, а в центрі — надпис «Racing Club Ferrol».
Під щитом стоїть Хрест Сантьяго, який було додано в 1939 році, прибрано в 1982 році, але повернуто в 1993 році.

## Форма
Протягом усієї своєї історії «Расінг» завжди грав у зеленій футболці та білих шортах, хоча яскравість зеленого кольору залежить від сезону та дизайну форми, хоча в більшості років вони обирали більше темних відтінків.

## Стадіони
У червні 1919 року було урочисто відкрито поле Каранса під час матчу «Расінг» — «Депортіво» (який завершився поразкою 1-5 для господарів). Це залишило поганий присмак у жителів Ферроля, тому вони вимагали нової гри. Цього разу гра складалась краще і «Расінг» перемагав 3:1, але фігура Рамона Гонсалеса, який забив 3 голи за 4 хвилини, перевернула рахунок і феррольці знову поступились, на цей раз 3:4. Ці дві поразки породили суперництво, яке досі існує між двома командами.
Через два роки було урочисте відкриття стадіону О Інферніньйо, який мав чудові умови для того часу. З плином часу цей стадіон зазнав розширень і модифікацій, таких як будівництво стіни та дерев'яної трибуни.
У 1951 році було урочисто відкрито стадіон Мануель Рівера, побудований на місці О Інферніньйо
У 1993 році з бюджетом, який перевищував 1780 мільйонів старих песет, був побудований спортивний комплекс Малата, що складається з басейну з підігрівом, футбольного поля та додаткового поля для тренувань. Основне поле має розміри 105 х 68 метрів і вміщує 12 042 глядачів.

## Статистика
| Сезон   | Рівень | Ліга    | Місце | Кубок |
| ------- | ------ | ------- | ----- | ----- |
| 1929-30 | 3      | Терсера | 1     |       |
| 1930-31 | 3      | Терсера | 3     |       |
| 1931-32 | 3      | Терсера | 1     |       |
| 1932-33 | 3      | Терсера | 4     |       |
| 1933-34 | 3      | Терсера | 5     |       |
| 1934-35 | 2      | Сегунда | 8     |       |
| 1939-40 | 2      | Сегунда | 2     | Фінал |
| 1940-41 | 2      | Сегунда | 4     |       |
| 1941-42 | 2      | Сегунда | 3     |       |
| 1942-43 | 2      | Сегунда | 6     |       |
| 1943-44 | 3      | Терсера | 1     |       |
| 1944-45 | 2      | Сегунда | 10    |       |
| 1945-46 | 2      | Сегунда | 7     |       |
| 1947-48 | 2      | Сегунда | 10    |       |
| 1947-48 | 2      | Сегунда | 3     |       |
| 1948-49 | 2      | Сегунда | 14    |       |
| 1949-50 | 2      | Сегунда | 12.   |       |
| 1950-51 | 2      | Сегунда | 8     |       |
| 1951-52 | 2      | Сегунда | 3     |       |
| 1952-53 | 2      | Сегунда | 9     |       |
| 1953-54 | 2      | Сегунда | 8     |       |
| 1954-55 | 2      | Сегунда | 12.   |       |
| 1955-56 | 2      | Сегунда | 6     |       |
| 1956-57 | 2      | Сегунда | 16    |       |
| 1957-58 | 2      | Сегунда | 12.   |       |
| 1958-59 | 2      | Сегунда | 10    |       |
| 1959-60 | 2      | Сегунда | 16    |       |
| 1960-61 | 3      | Терсера | 1     |       |
| 1961-62 | 3      | Терсера | 2     |       |
| 1962-63 | 3      | Терсера | 1     |       |

| Сезон   | Рівень | Ліга      | Місце   | Кубок |
| ------- | ------ | --------- | ------- | ----- |
| 1963-64 | 3      | Терсера   | 3       |       |
| 1964-65 | 3      | Терсера   | 1       |       |
| 1965-66 | 3      | Терсера   | 1       |       |
| 1966-67 | 2      | Сегунда   | 7       |       |
| 1967-68 | 2      | Сегунда   | 7       |       |
| 1968-69 | 2      | Сегунда   | 4       |       |
| 1969-70 | 2      | Сегунда   | 10.     |       |
| 1970-71 | 2      | Сегунда   | 8       |       |
| 1971-72 | 2      | Сегунда   | 18      |       |
| 1972-73 | 3      | Терсера   | 9       |       |
| 1973-74 | 3      | Терсера   | 4       |       |
| 1974-75 | 3      | Терсера   | 3       |       |
| 1975-76 | 3      | Терсера   | 9       |       |
| 1976-77 | 3      | Терсера   | 6       |       |
| 1977-78 | 3      | Сегунда Б | 1       |       |
| 1978-79 | 2      | Сегунда   | 20      |       |
| 1979-80 | 3      | Сегунда Б | 16.     |       |
| 1980-81 | 3      | Сегунда Б | 11.     |       |
| 1981-82 | 3      | Сегунда Б | 17      |       |
| 1982-83 | 3      | Сегунда Б | 9       |       |
| 1983-84 | 3      | Сегунда Б | 20      |       |
| 1984-85 | 4      | Терсера   | Терсера |       |
| 1985-86 | 4      | Терсера   | 8       |       |
| 1986-87 | 4      | Терсера   | 17      |       |
| 1987-88 | 4      | Терсера   | 1       |       |
| 1988-89 | 3      | Сегунда Б | 13      |       |
| 1989-90 | 3      | Сегунда Б | 17      |       |
| 1990-91 | 4      | Терсера   | 5       |       |
| 1991-92 | 4      | Терсера   | 1       |       |
| 1992-93 | 3      | Сегунда Б | 12.     |       |

| Сезон   | Рівень | Ліга         | Місце | Кубок      |
| ------- | ------ | ------------ | ----- | ---------- |
| 1993-94 | 3      | Сегунда Б    | 13    |            |
| 1994-95 | 3      | Сегунда Б    | 1     |            |
| 1995-96 | 3      | Сегунда Б    | 2     | 2 раунд    |
| 1996-97 | 3      | Сегунда Б    | 7     | 2 раунд    |
| 1997-98 | 3      | Сегунда Б    | 5     |            |
| 1998-99 | 3      | Сегунда Б    | 4     |            |
| 1999-00 | 3      | Сегунда Б    | 3     | Попередній |
| 2000-01 | 2      | Сегунда      | 16.   | 1/32       |
| 2001-02 | 2      | Сегунда      | 9     | 1/16       |
| 2002-03 | 2      | Сегунда      | 20    | 1/16       |
| 2003-04 | 3      | Сегунда Б    | 2     | 1/32       |
| 2004-05 | 2      | Сегунда      | 16.   | 1 раунд    |
| 2005-06 | 2      | Сегунда      | 20    | 2 раунд    |
| 2006-07 | 3      | Сегунда Б    | 3     | 2 раунд    |
| 2007-08 | 2      | Сегунда      | 19    | 2 раунд    |
| 2008-09 | 3      | 2. B         | 7.    | 1 раунд    |
| 2009-10 | 3      | 2. B         | 19    |            |
| 2010-11 | 4      | Терсера      | 2     |            |
| 2011-12 | 4      | Терсера      | 8     |            |
| 2012-13 | 4      | Терсера      | 1     |            |
| 2013-14 | 3      | Сегунда Б    | 2.    | 1 раунд    |
| 2014-15 | 3      | Сегунда Б    | 3     | 2 раунд    |
| 2015-16 | 3      | Сегунда Б    | 2     | 3 раунд    |
| 2016-17 | 3      | Сегунда Б    | 7     | 2 раунд    |
| 2017-18 | 3      | Сегунда Б    | 17    | 2 раунд    |
| 2018-19 | 4      | Терсера.     | 1     |            |
| 2019-20 | 3      | Сегунда Б    | 11.   | 1 раунд    |
| 2020-21 | 3      | Сегунда Б    | 5.    |            |
| 2021-22 | 3      | Прімера КІФФ | 3.    | 1 раунд    |
| 2022-23 | 1      | Прімера КІФФ | 1.    | 1 раунд    |

## Досягнення

### Регіональні турніри
- Чемпіон Галісії (3): 1928/29, 1937/38 y 1938/39
- Віце-чемпіон Галісії (2): 1923/24 і 1932/33
- Володар Кубка Галісії (1): 1946/47[14]

### Національні турніри
- Фіналіст Кубка Іспанії (1): 1939
- Чемпіон Сегунди Б (2) : 1977-78, 1994-95
- Віцечемпіон Сегунди Б (3): 1995-96, 2003-04, 2013-14
- Чемпіон Терсери (9) : 1943-44, 1960-61, 1962-63, 1964-65, 1965-66, 1987-88, 1991-92, 2012-13, 2018-19.
- Віцечемпіон Терсери (2): 1961-62, 2010-11
- Чемпіон Прімери Федерасьйон (1): 2022-23

### Товариські турніри
- Трофей Сан-Роке (10): 1963, 1994, 1998, 2001, 2003, 2004, 2005, 2007, 2009, 2014
- Трофей Консепсьйон Аренал (8): 1959, 1964, 1965, 1981, 1988, 2005, 2007, 2022
- Трофей Емми Куерво (7): 1952, 1971, 1980, 2000, 2002, 2005, 2009
- Кубок Ради провінції (6) : 1991, 1993, 1999, 2000, 2007, 2017
- Трофей міста Вівейро (4): 1978, 1981, 1999, 2000
- Трофей Сан-Роке (2): 1956, 2002
- Трофей Міністра інформації та туризму (2): 1956, 2002
- Трофей Терези Еррери (1): 1967
- Трофей міста Понтеведра (1): 2003
- Меморіальний трофей Ектора Ріаля (1): 2004
- Трофей Луїса Отеро (1): 2005

## Відомі гравці
Note: this list includes players that have played at least 100 league games and/or have reached international status.
| - Самюель П'єтт - Рауль Паласіос - Дубравко Павличич - Дуайт Пеццароссі - Каба Діавара - Набіль Баха - Самір Буганем - Ікечукву Уче - Ненад Гроздич - Хосе Мануель Айра - Габріель Алонсо - Хосе Бельйо Друг | - Анхель Мануель Куельяр - Гільєрмо Горостіса - Хоселу - Мануель Фернандес Анідос - Хонатан Мартін - Начо Ново - Карлос Родрігес - Пабло Родрігес - Луїс Сесар Сампедро - Хонай Ернандес - Джеймс Ленгтрі - Анте Разов |